# Zwergfadenfisch
Der Zwergfadenfisch (Trichogaster fasciata, Syn.: Colisa lalia, Trichogaster lalius) ist ein Süßwasserfisch aus der Unterordnung der Labyrinthfische (Anabantoidei) und der in Südasien am weitesten verbreitete Vertreter der „Westlichen Fadenfische“.

## Merkmale
Zwergfadenfische erreichen selten über fünf Zentimeter Gesamtlänge. Von ihren Schwesterarten, dem Gestreiften Fadenfisch (Trichogaster fasciata) und dem Dicklippigen Fadenfisch (Trichogaster labiosa), unterscheiden sie sich deutlich durch die geringere Größe und ihren gedrungenen und hochrückigen Körperbau. Geschlechtsreife Weibchen zeigen eine silbergraue Grundfärbung, auf der bis zu 14 schwach ausgeprägte schräge und bläulich schimmernde Vertikalbänder vom Kiemenende bis in den Ansatz der Schwanzflosse reichen. In Erregung bildet das vorletzte Vertikalband in der Mitte einen runden blauen Fleck. Die Flossen der Weibchen sind farblos, Rücken- und Afterflosse nur schwach rötlich gesäumt. Dem gegenüber verfügen adulte Männchen über eine kräftige rote Grundfarbe, die von meistens zwölf ausgeprägten hell- bis türkisblau glänzenden Vertikalstreifen überlagert ist. Kehle und Brust sind ebenfalls leuchtend blau gefärbt; während der Balz kann die Kehle ein kräftiges Dunkelblau zeigen. Die unpaarigen Flossen sind hellblau und rot gefleckt, wobei im hartstrahligen Teil der Rückenflosse Blau überwiegt und der hartstrahlige Teil der Afterflosse türkisblau gesäumt ist. Die Augen der Männchen sind leuchtend rot. Die Afterflosse ist in beiden Geschlechtern gerundet. Bei Männchen kann die Rückenflosse wenig spitz oder gerundet auslaufen.
Flossenformel: Dorsale XV–XVII/7–10, Anale XVII–XVIII/13–17.

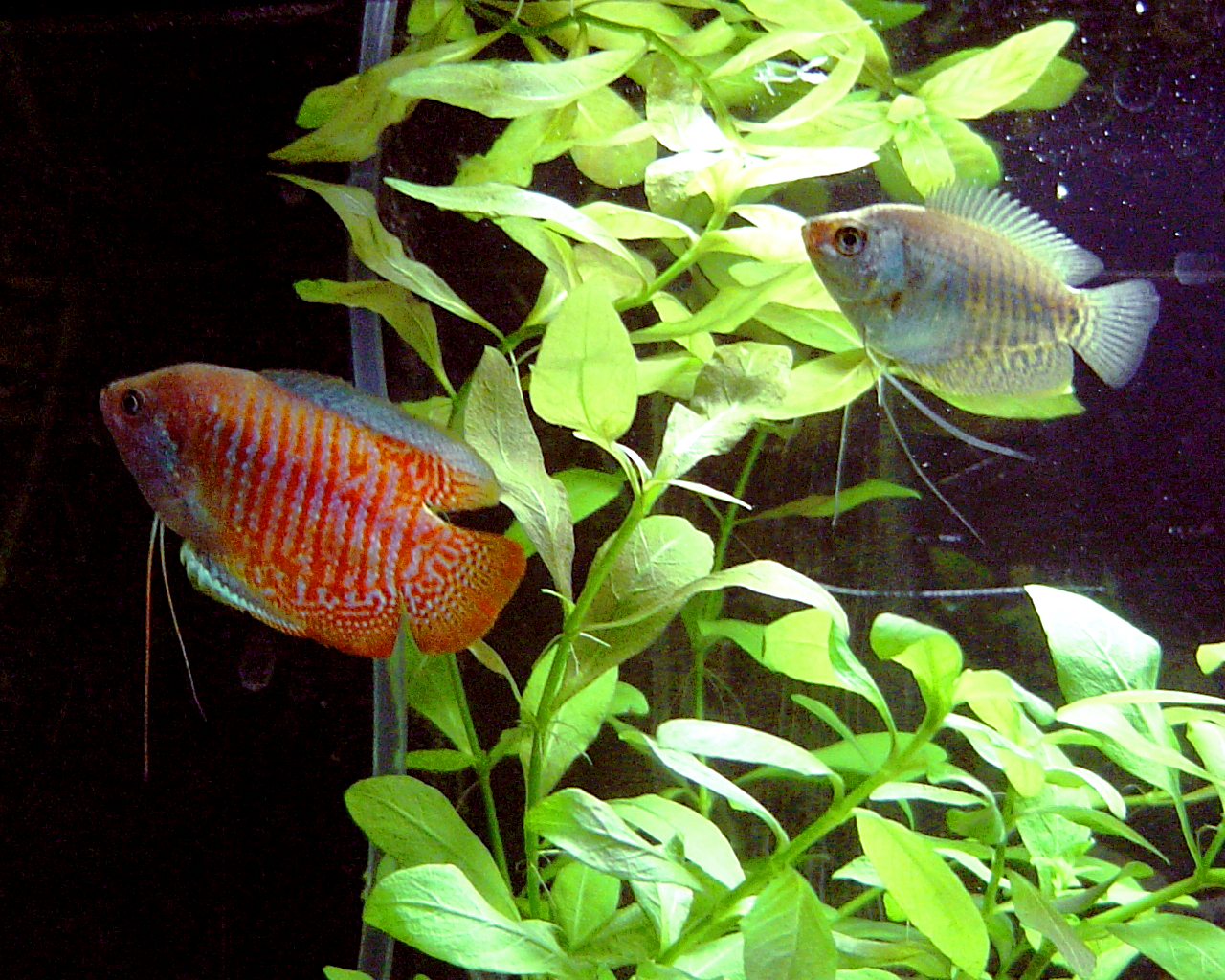
Männchen und kleineres Weibchen

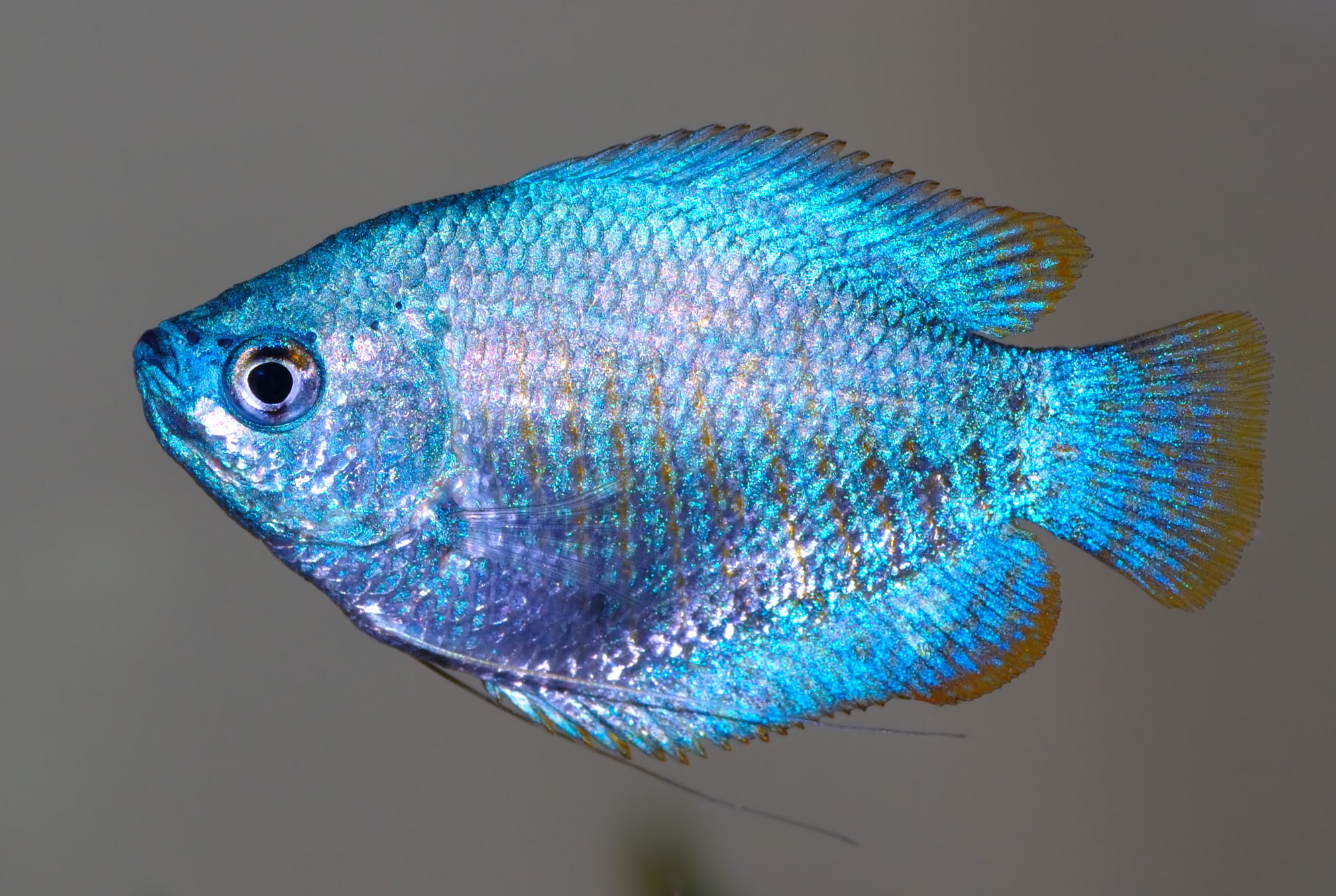
Blaue Zuchtform

## Ökologie
Vermutlich erstreckt sich das ursprüngliche Vorkommensgebiet des Zwergfadenfischs über die Tiefländer der großen indischen Ströme Brahmaputra und Ganges. Als zwar kleiner, aber aufgrund seiner Häufigkeit wichtiger Speisefisch wurde die Art nahezu über das gesamt Nordindien und darüber hinaus verbreitet. Trichogaster lalius kommt heute in Indien, Pakistan, Nepal, Bangladesch und Myanmar vor. In der Trockenzeit sozialisieren sich Zwergfadenfische und ziehen dabei auch durch tiefere Wasserzonen. Während der Regenzeit ziehen sie in die nährstoffreichen Ufer- und Überschwemmungszonen, wo die Männchen mit der Verteidigung von Nestrevieren die Fortpflanzungszeit beginnen. Zwergfadenfische ernähren sich von Insektenlarven, Weichtieren und auch von Fluginsekten.

## Fortpflanzung
Männliche Zwergfadenfische gründen in mit Wasser- oder überschwemmten Landpflanzen durchwucherten Lebensräumen Brutreviere, in denen sie aus umspeichelten Luftblasen und Pflanzenteilen ein kompaktes, deutlich über die Wasseroberfläche ragendes Schaumnest bauen. Zum gattungstypischen Fortpflanzungsverhalten siehe unter Fadenfische. Auch bei dieser Art endet die allein vom Männchen ausgeführte Brutpflege nach fünf bis sechs Tagen mit dem Ausschwärmen der Jungfische.

## Systematik
Der Zwergfadenfisch wurde bis September 2022 unter der wissenschaftlichen Bezeichnung Trichogaster lalius bzw. Colisia lalia geführt, die 1822 durch den schottisch-britischen Ichthyologen Francis Buchanan-Hamilton eingeführt wurde. Basierend auf der ursprünglichen Beschreibung und der Untersuchung von Topotypen, wurde in einer im September 2022 veröffentlichten Arbeit ermittelt, dass es sich bei einer 1801 durch die deutschen Naturforscher Marcus Élieser Bloch und Johann Gottlob Theaenus Schneider als Trichogaster fasciata beschriebenen Fischart um den Zwergfadenfisch handelt. Dieser Name galt bisher für den Gestreiften Fadenfisch, dessen korrekter wissenschaftlicher Name Trichogaster bejeus ist. Somit ist Trichogaster fasciata nach der Prioritätsregel der gültige Name für den Zwergfadenfisch, da dieser Name eher vergeben wurde als Trichogaster lalius.

## Bedeutung für den Menschen
Getrocknet oder als Bestandteil von Fischmehl sind Zwergfadenfische schon aufgrund ihres häufigen Vorkommens in ihrer Heimat ein wichtiger Faktor der menschlichen Ernährung. Zwergfadenfische waren lange Zeit ein beliebtes Modell der Verhaltensforschung. Darüber hinaus sind Zwergfadenfische seit ihrer Ersteinfuhr nach Europa (1903 durch den Tierhändler Stüve nach Hamburg) unter Aquarienfreunden beliebte und verbreitete Aquarienfische, die regelmäßig zum Standardangebot des Zoofachhandels gehören. Unter den Bezeichnungen „Blauer Zwergfadenfisch“, „Neon-Zwergfadenfisch“, „Roter Zwergfadenfisch“ und „Regenbogenfadenfisch“ sind mehrere Zuchtformen entstanden, die als typisches Domestikationsmerkmal deutlich größer und kräftiger werden als die natürliche Art. Es existiert auch eine schleierflossige Zuchtform.